# S/Y Forsycja
S/Y Forsycja – polski jacht żaglowy typu slup, klasy Sabrina. Doświadczona jednostka przez wiele lat służyła szczecińskiej młodzieży podczas różnych wydarzeń jako jacht do nauki i szkolenia. Zawsze odznaczała się oryginalnym wyborem kolorystycznym.
Dziś Forsycja należy do sekcji turystycznej w Centrum Żeglarskim w Szczecinie, gdzie jej opiekunem jest jej kapitan Adam Dulnik wraz z załogą. Epizodycznie jacht bierze udział w regatach, pełniąc funkcję statku komisji.